# Szpírosz Azdrahász
Szpírosz Azdrahász (görögül: Σπύρος Ασδραχάς, Argosztóli, 1933. július 5. – Néa Zmírni, 2017. december 11.) görög történész, aki különös érdeklődést mutatott a gazdasági történelem iránt.

## Élete
1960-ban diplomázott az Athéni Filozófiai Egyetem Történeti Tanszékén. 1965 és 1967 között Párizsban végezte el a posztgraduális tanulmányokat az Állami Ösztöndíj Alapítvány (IKY) ösztöndíjával. 1972-ben megkapta a gazdasági és társadalomtörténeti doktori címet.

## Fordítás
- Ez a szócikk részben vagy egészben  a(z)   Σπύρος Ασδραχάς című görög Wikipédia-szócikk ezen változatának fordításán alapul.  Az eredeti cikk szerkesztőit annak laptörténete sorolja fel. Ez a jelzés csupán a megfogalmazás eredetét és a szerzői jogokat jelzi, nem szolgál a cikkben szereplő információk forrásmegjelöléseként.